# Tasiocera pernodulosa
Tasiocera pernodulosa là một loài ruồi trong họ Limoniidae. Chúng phân bố ở miền Australasia.